# Pardon, vous n'avez pas vu ma planète ?
Ne doit pas être confondu avec La Planète sur la table.
Pardon, vous n'avez pas vu ma planète ? (titre original : All Right, Everybody Off the Planet!) est un roman de science-fiction écrit par Bob Ottum et publié en 1972 chez Bantam Books.

## Publications françaises
Le roman a été publié en langue française en 1973 aux éditions Jean-Claude Lattès puis a été réédité en 1974 aux éditions J'ai lu (n°568) avec une traduction de Jean-Luc Fromental et François Landon. 
La page de couverture est onirique et représente une femme nue, dont on voit les seins et le sexe, allongée sur un fauteuil transatlantique, tenant dans ses mains, à la place de sa tête, une pomme verte ébréchée.

## Résumé
Un extraterrestre est envoyé sur Terre pour une mission d'infiltration en vue de préparer « l'invasion » de la planète. Pour cela, on lui fabrique un corps artificiel qui réservera bien des surprises. Il se fait engager au Time, où il doit s'assurer que le message radio des siens est bien reçu et traduit.
Mais d'innombrables obstacles se dresseront sur sa route par pure malchance.

## Commentaire
Le livre mélange allègrement la science-fiction et l'humour, le héros extraterrestre (son vaisseau est dissimulé sous la forme d'un climatiseur) se retrouve dans des situations impossibles, encombré d'un collègue journaliste alcoolique, d'un ordinateur en quête d'émancipation, d'une fille persuadée qu'il est amoureux d'elle, de deux savants incompétents et bien d'autres encore. En chemin, Bob Ottum décrit à sa manière humoristique et ironique le New York des années 1970. L'extraterrestre finit par devenir plus humain et plus sympathique que certains. Au passage, Bob Ottum livre une satire féroce du petit monde de l'édition et du journalisme de son temps, tout en rendant également témoignage de l'évolution des mœurs dans la société new-yorkaise. La puissance humoristique du roman repose particulièrement sur le caractère décalé mais souvent juste du regard que le héros (malgré lui) pose sur ce monde étrange qui est le nôtre.
Sous des dehors drolatiques, l'auteur aborde des sujets sérieux (la compréhension entre êtres de mondes différents) mais sans perdre un certain recul (lors de l'atterrissage du vaisseau extraterrestre, les programmes télé diffusent des pages de publicité).
Finalement, à quelques détails près, ce roman n'a rien perdu de sa verve et demeure d'une lecture jubilatoire.

## Adaptations
Le roman a été adapté, en plusieurs parties, par la télévision française sous le titre Bing. La même équipe a également réalisé plus tard une suite.